# Іон Мілу
Іон Мілу (рум. Ion Milu; 10 серпня 1908, Брашов — 18 вересня 1982, Брашов) — румунський льотчик-ас Другої світової війни.

## Нагороди
- Орден «Доблесний авіатор», золотий хрест (19 вересня 1941) в 2 планками (4 листопада 1941)
- Орден Михая Хороброго 3-го класу
- Залізний хрест 2-го класу (Третій Рейх)